# Paul Brock (Schauspieler)
Paul Brock (* 25. September 1844 in Berlin; † 9. August 1897) war ein deutscher Theaterschauspieler und -regisseur.

## Leben
Seine ersten dramatischen Übungen machte er auf der Urania- und Thalia-Übungsbühne und betrat am 3. Januar 1855 als „Assessor Bittner“ in die Bekenntnisse am Hoftheater in Detmold zum ersten Mal die Bühne. Von 1868 bis 1869 wirkte er am Stadttheater in Königsberg und von 1871 bis 1872 am Stadttheater in Bremen, im Anfang als jugendlicher Liebhaber, später als erster Held und Liebhaber. Sein Ruf verschaffte ihm einen Antrag Heinrich Laubes an das neugegründete Stadttheater in Wien, doch fand er daselbst keinen rechten Boden und so zog er es vor, im Oktober 1872 einem Rufe an die Hofbühne in Weimar Folge zu leisten.
Schon 1876 wurde er zum Regisseur ernannt, 1879 durch eine lebenslange Anstellung geehrt und 1887 zum Oberregisseur ernannt.
Am 9. August 1897 starb er infolge eines schlimmen Magenleidens.
Er galt nicht nur als wertvolle Stütze des Weimarer Hoftheaters, er bewährte sich auch als eifriges und tatkräftiges Mitglied der Genossenschaft Deutscher Bühnen-Angehöriger. Sowohl ein Sohn als auch eine Tochter des Künstlers widmeten sich der Bühne.